# John Francis Dearden
Pour les articles homonymes, voir Dearden.
John Francis Dearden, né le 15 octobre 1907 à Valley Falls dans l'état de Rhode Island aux États-Unis et mort le 1er août 1988 à Southfield dans le Michigan, est un cardinal américain de l'Église catholique, archevêque de Détroit de 1958 à 1980. 

## Biographie
John Francis Dearden étudie à Cleveland et au collège pontifical nord-américain de Rome. Il est ordonné prêtre le 8 décembre 1932 à Rome pour l'archidiocèse de Cleveland dans l'Ohio par le cardinal Francesco Marchetti Selvaggiani alors cardinal-vicaire de Rome. Il exerce son ministère sacerdotal dans l'Ohio. 
Dearden est nommé évêque titulaire de Sarepte (de) et coadjuteur de Pittsburgh le 13 mars 1948. il reçoit la consécration épiscopale le 18 mai suivant des mains de Mgr Amleto Cicognani alors délégué apostolique aux États-Unis. Il devient évêque de Pittsburgh à la mort de son prédécesseur le 22 décembre 1950. 
Il est transféré au siège métropolitain de Détroit le 18 décembre 1958. Il assiste aux différentes sessions du concile Vatican II de 1962 à 1965 et il est président de la Conférence des évêques catholiques des États-Unis de 1966 à 1971. 
Le pape Paul VI le crée cardinal lors du consistoire du 28 avril 1969. Il participe aux deux conclaves de 1978, lors desquels Jean-Paul Ier et Jean-Paul II sont élus. Dearden renonce au gouvernement de son archidiocèse en 1980.

## Succession apostolique
John Francis Dearden a ordonné les évêques suivants :
- Évêque Richard Henry Ackerman (en), C.S.Sp. (1956)
- Évêque Joseph M. Breitenbeck (en) (1965)
- Cardinal James Aloysius Hickey (1967)
- Évêque Walter Joseph Schoenherr (en) (1968)
- Évêque Thomas Gumbleton (1968)
- Évêque Joseph Crescent McKinney (en) (1968)
- Cardinal Edmund Casimir Szoka (1971)
- Évêque Paul Vincent Donovan (en) (1971)
- Évêque René Henry Gracida (en) (1972)
- Évêque Joseph Leopold Imesch (en) (1973)
- Évêque Arthur Henry Krawczak (en) (1973)
- Évêque Kenneth Edward Untener (en) (1980)